# Baptiste Chedal-Bornu
Pas d'image ? Cliquez ici

a Compétitions nationales et continentales officielles uniquement.

Dernière mise à jour le 30 mars 2020.
Baptiste Chedal-Bornu est né le 7 février 1982. C'est un joueur de rugby à XV évoluant au poste de centre (1,88 m pour 94 kg).
Capitaine et meneur d’hommes hors pair, il fut un des artisans de la montée du SMR en top 2014.

## Carrière
- 2002-2003 :CA Bègles-Bordeaux
- 2004-2006 : Tarbes Pyrénées
- 2006-2007 : USA Limoges
- 2007-2017 : Stade montois